# كولي الحدود
كوليّ الحدود (بالإنكليزية: Border Collie) هو سلالة الكلاب العاملة والرعي. يأتون من المنطقة الحدودية الأنجلو-إسكتلندية ويستخدمون لتربية الماشية، وخاصة الأغنام.